# Uttis flygplats
Uttis flygplats är en flygplats i Finland.   Den ligger i den ekonomiska regionen  Kouvola ekonomiska region  och landskapet Kymmenedalen, i den södra delen av landet, 130 km nordost om huvudstaden Helsingfors. Flygplatsen ligger 103 meter över havet.
Terrängen runt flygplatsen är huvudsakligen platt. Uttis flygplats ligger uppe på en höjd. Runt fygplatsen är det glesbefolkat, med 16 invånare per kvadratkilometer. Närmaste större samhälle är Kouvola, 13,3 km väster om Utti Airport. I omgivningarna växer i huvudsak barrskog.